# Vicky Halls
Vicky Halls (...) è una veterinaria e saggista inglese, nota per i suoi libri sul comportamento dei gatti, tradotti in varie lingue.
Lavora con i gatti come specialista dal 1988, occupandosi in particolare di risolvere e prevenire i comportamenti anomali in cui possono incorrere questi animali, tramite l'assistenza in centri veterinari.
Come esperta di gatti ha inoltre collaborato a trasmissioni del canale televisivo Animal Planet.

## Opere
- (EN) Vicky Halls, Cat Confidential, Bantam - Random House, 2011  [2004].
- (EN) Vicky Halls, Cat Detective, Bantam - Random House, 2011  [2005].
- (EN) Vicky Halls, Cat Counsellor, Bantam - Random House, 2011  [2006].
- (EN) Vicky Halls, The Complete Cat, Bantam - Random House, 2008.
- (EN) Vicky Halls, The Secret Life of Your Cat, Hamlyn - Octopus Publishing, 2010.
- (EN) Vicky Halls, The Bluffer's Guide to Cats, Bluffer's, 2015.

### Edizioni in lingua italiana
- Vicky Halls, Cat confidential, Milano, Salani, 2007, ISBN 978-88-8451-796-8.
- Vicky Halls, Cat confidential, Milano, TEA, 2009, ISBN 978-88-502-1922-3.
- Vicky Halls, Cat detective, Milano, Salani, 2009, ISBN 978-88-8451-797-5.
- Vicky Halls, Cat detective, Milano, TEA, 2011, ISBN 978-88-502-2456-2.
- Vicky Halls, La bibbia del gatto, Milano, Salani, 2010, ISBN 978-88-6256-221-8.
- Vicky Halls, La bibbia del gatto, Milano, TEA, 2012, ISBN 978-88-502-2794-5.
- Vicky Halls, La vita segreta del tuo gatto, Novara, De Agostini, 2011, ISBN 978-88-418-6885-0.